# Microsoft Publisher
Programul Microsoft Office Publisher este programul pentru machetare (aranjare în pagină) oferit de compania Microsoft și face parte din seria Microsoft Office ce include Word, Excel, Access, PowerPoint, Outlook, InfoPath, Communicator etc.
Prima dată a fost scos pe piață în 1991, numai pentru platforma Windows. Microsoft Publisher 3.0 apărut în 1995 a fost cunoscut și cu denumirea de „Publisher for Windows 95”. Ultima versiune este Microsoft Office Publisher 2007 pentru Windows XP Service Pack 2.
Cu Microsoft Publisher se pot realiza fișiere mai puțin pretențioase, care necesită de obicei imprimare pe laser: invitații, broșuri, cărți de vizită, anunțuri, fluturași, pliante, prospecte, și mai puțin documente ce urmează a fi tipărite, deși Compania Microsoft se laudă că varianta 2007 „include imprimare prin proces cu patru culori, imprimare prin spot de culoare, postscript mixt CMYK etc. Utilizați Expert împachetare și plecare îmbunătățit pentru a pregăti fișierele Office Publisher 2007, incluzând un fișier PDF pregătit pentru tipărire, pentru o imprimantă comercială.” (cf. paginii oficiale a Microsoft România).
Versiunile anterioare au avut multe probleme cu fonturile, poziționarea textelor, transparența, umbra obiectelor, rezoluția imaginilor la exportarea acestora în PDF sau postscript.
Deseori a fost considerat de utilizatori ca fiind un program de introducere în domeniul editării și pregătirii documentelor pentru tipar, nu unul profesional.
Multitudinea de șabloane, scheme de culori (peste 70), colecția de instrumente de lucru proiectate de programatorii softului, ajută mult utilizatorul la realizarea cu ușurință a documentelor și este o variantă mai ieftină față de programele consacrate din domeniul tehnoredactare-DTP.
Formatul fișierelor Publisher nu este compatibil cu QuarkXPress. Însă cu ajutorul lui PUB2ID (Publisher to InDesign) se pot converti documentele Publisher din versiunea 2002-2007 în Adobe InDesign CS2 și CS3. Singurul program care citește fișierele Publisher este Adobe Pagemaker.
Microsoft Office Publisher este ideal pentru firmele care doresc să-și dezvolte o campanie de marketing atât online (web, newsletter, mail) cât și prin materiale imprimate.